# Ordine supremo del Cristo
L'Ordine supremo del Cristo, o Milizia di Nostro Signore Gesù Cristo, sorto in Portogallo come ordine monastico-militare nel 1319, è attualmente il più prestigioso ordine equestre pontificio. Dal 1993, con la morte del re Baldovino del Belgio, l'ordine è quiescente, non essendovi più in vita insigniti e non essendovi state nuove concessioni da parte dei pontefici recenti.

## Storia
L'Ordine supremo di Cristo, il più prestigioso tra gli ordini equestri pontifici, venne creato nel 1319 dal re Dionigi I del Portogallo che dedicò l'ordine appunto a Cristo e riunendo tutti i cavalieri templari superstiti alla soppressione dell’ordine. Con l'istituzione dell'ordine, rimase la stessa regola dei Templari, ovvero quella Cistercense, mentre come insegne e vesti sopravvissero il mantello e la croce patente di rosso, al cui interno però fu aggiunta un'ulteriore piccola croce latina di colore bianco. Con l'approvazione di Papa Giovanni XXII il 14 marzo 1319, la Santa Sede ed i sovrani del Portogallo avevano la facoltà di conferire l'Ordine supremo di Cristo. La sede originaria dell’istituzione cavalleresca era situata a Castro Marim, nell’Algarve ed in seguito venne invece spostata a Tomar, nel vecchio convento dei templari, ribattezzato Monastero del Cristo, per meglio respingere gli assalti dei Mori. Il pontefice Eugenio IV autorizzò i cavalieri di Cristo a reclamare i territori conquistati ai mussulmani, mentre i reali portoghesi premiarono il valore di quest’ordine con donazioni di terre e castelli. Con una successiva bolla, Papa Callisto III investì l’ordine della giurisdizione spirituale nelle terre a lui soggette, con l’autorizzazione a conferire i relativi benefici. 

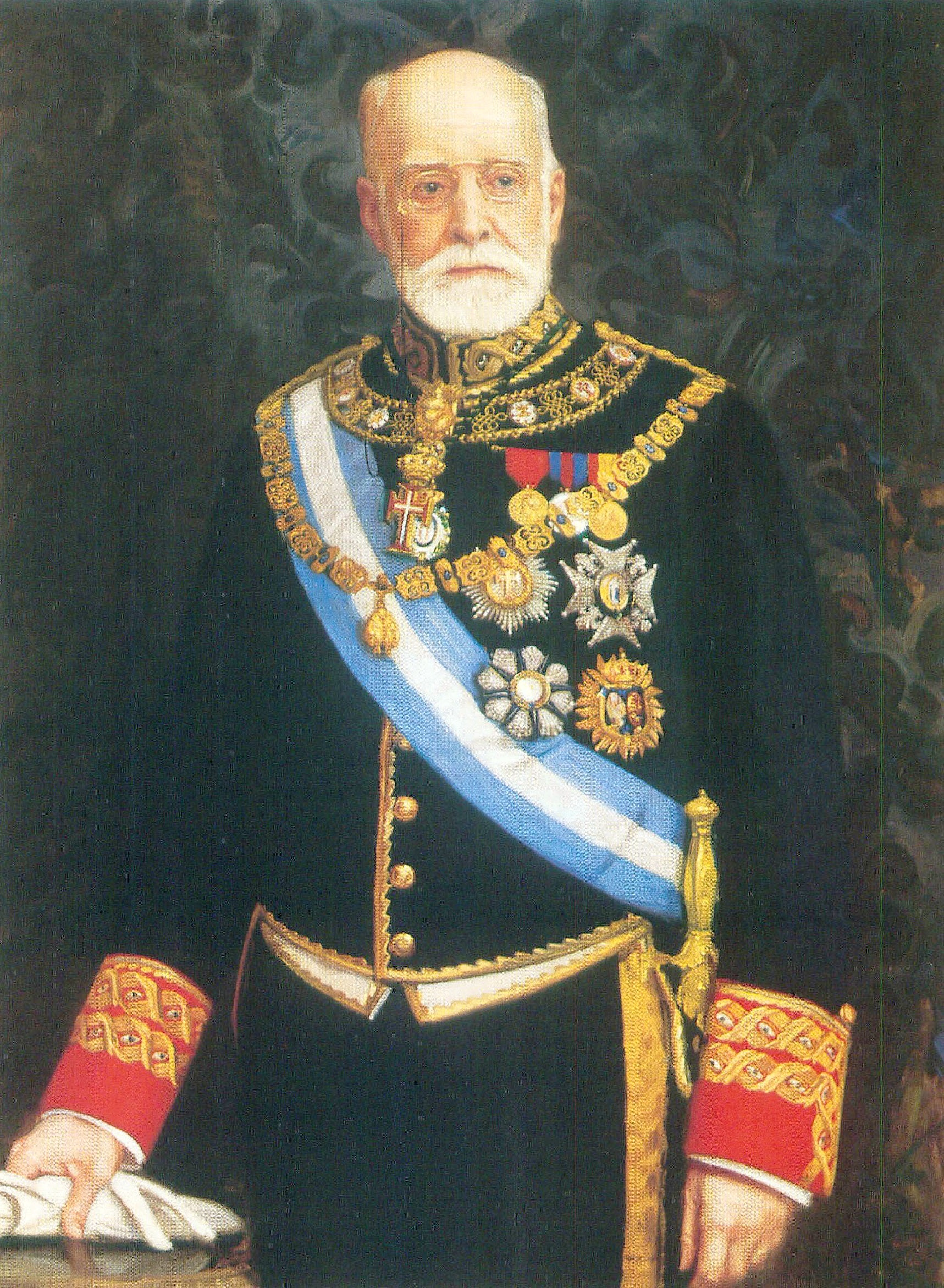
Il ministro spagnolo Alejandro Groizard che indossa il collare dell'Ordine.

La potenza dei cavalieri dell'ordine, noto anche come Milizia di Nostro Signore Gesù Cristo, crebbe enormemente, ma l’ordine non ne abusò rimanendo invece spronato dal solo ideale del trionfo della fede. Nell’ordine entravano solo i nobili, dopo aver effettuato un servizio di almeno tre anni nelle campagne contro i mussulmani; per diventare cavaliere era necessario pronunciare i tre voti di povertà , castità ed obbedienza, risultando quindi, a tutti gli effetti, un ordine cavalleresco, monastico. Papa Alessandro VI dispensò però i cavalieri dai loro voti di castità e di povertà, perdendo così l’originaria connotazione di ordine monastico e trasformandosi quindi in ordine cavalleresco di merito. Infine Giulio III, sulla base della duplicità dell’ordine, conferito sia dai sovrani del Portogallo che dai Romani Pontefici, unì alla corona portoghese il Gran Magistero dell’Ordine del Cristo, trasformandolo da Ordine magistrale in Ordine di Corona. Con tale atto veniva di fatto sancita la divisione in due rami della Milizia di Nostro Signore Gesù Cristo, uno a Roma ed uno in Portogallo, con autorità ed obblighi ben distinti. Il ramo pontificio subì nel tempo varie modifiche negli statuti e con Papa Gregorio XV acquistò particolare pregio, venendo ancora riformato sotto il pontificato di Leone XIII e definitivamente restaurato il 7 febbraio 1905 con il Breve Multum ad excitandos del Sommo Pontefice San Pio X divenendo così "supremo fra gli Ordini Equestri della sede pontificia, che non cede in dignità a nessun altro di essi, ma li supera tutti per la sua grandezza e il suo lustro".

## Insegna

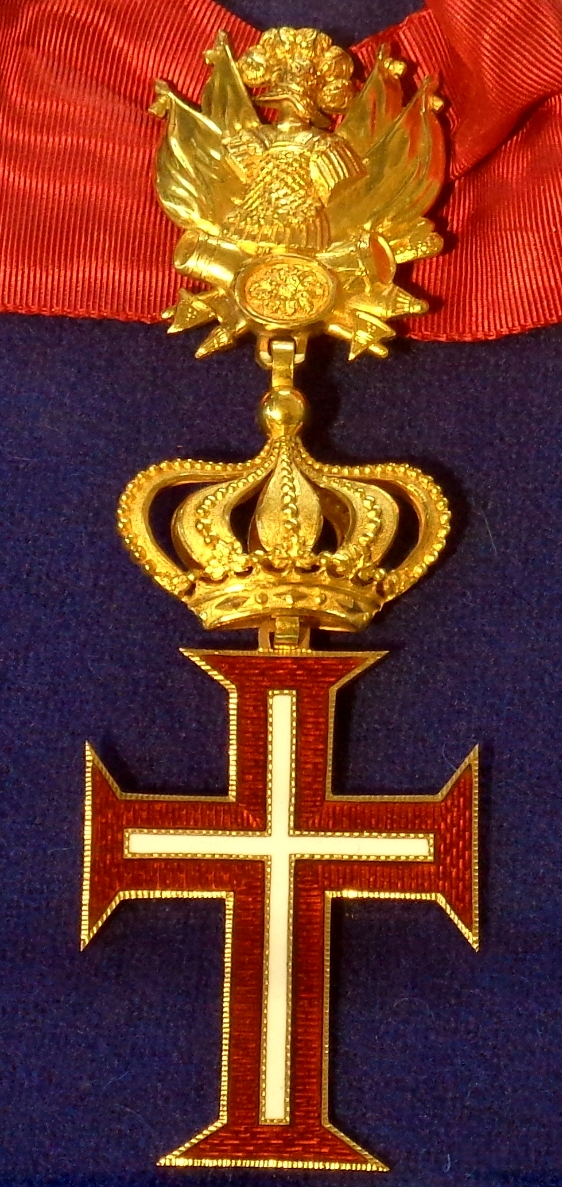
L'insegna vaticana della croce rossa e bianca dell'Ordine supremo del Cristo.

L’Ordine comprende una sola classe, quella del Cavaliere, mentre la decorazione consiste in una croce latina patente, smaltata di rosso, caricata da una croce minore piana, smaltata di bianco; la croce appare sormontata da una corona reale da portarsi al collo, appesa ad una collana d’oro formata da piccole piastre recanti alternativamente la croce dell’Ordine e le armi pontificie in smalto e unite fra loro per mezzo di nodi d’oro. 
L’Ordine dispone di uniforme, come del resto per gli altri Ordini equestri pontifici. Per i cavalieri del Cristo l’uniforme è a falda lunga di panno rosso, con collo e paramani di panno bianco, riccamente ornata di ricami d’oro, mentre i pantaloni, corti, sono di raso bianco. L’uniforme si completa con il copricapo nero di felpa con piume bianche, spadino, spalline ed altri accessori.

## Insigniti notabili
- Francesco Borromini

- Carlo III di Monaco
- Otto von Bismarck
- Enrico di Prussia
- Alberto I del Belgio
- Vittorio Emanuele III di Savoia
- Umberto II di Savoia
- Felice di Borbone-Parma

- Baldovino dei Belgio
- Ludovico Chigi Albani della Rovere
- Francisco Franco
- Charles de Gaulle
- Luigi Einaudi
- Antonio Segni

### Araldica

Carlo III di Monaco
Enrico di Prussia
Vittorio Emanuele III e Umberto II di Savoia
Felice di Borbone-Parma
Otto von Bismarck
Baldovino del Belgio
Francisco Franco
Charles de Gaulle
Presidenti d'Italia Luigi Einaudi e Antonio Segni
Ludovico Chigi Albani della Rovere, di Malta